# Lee Bee Wah

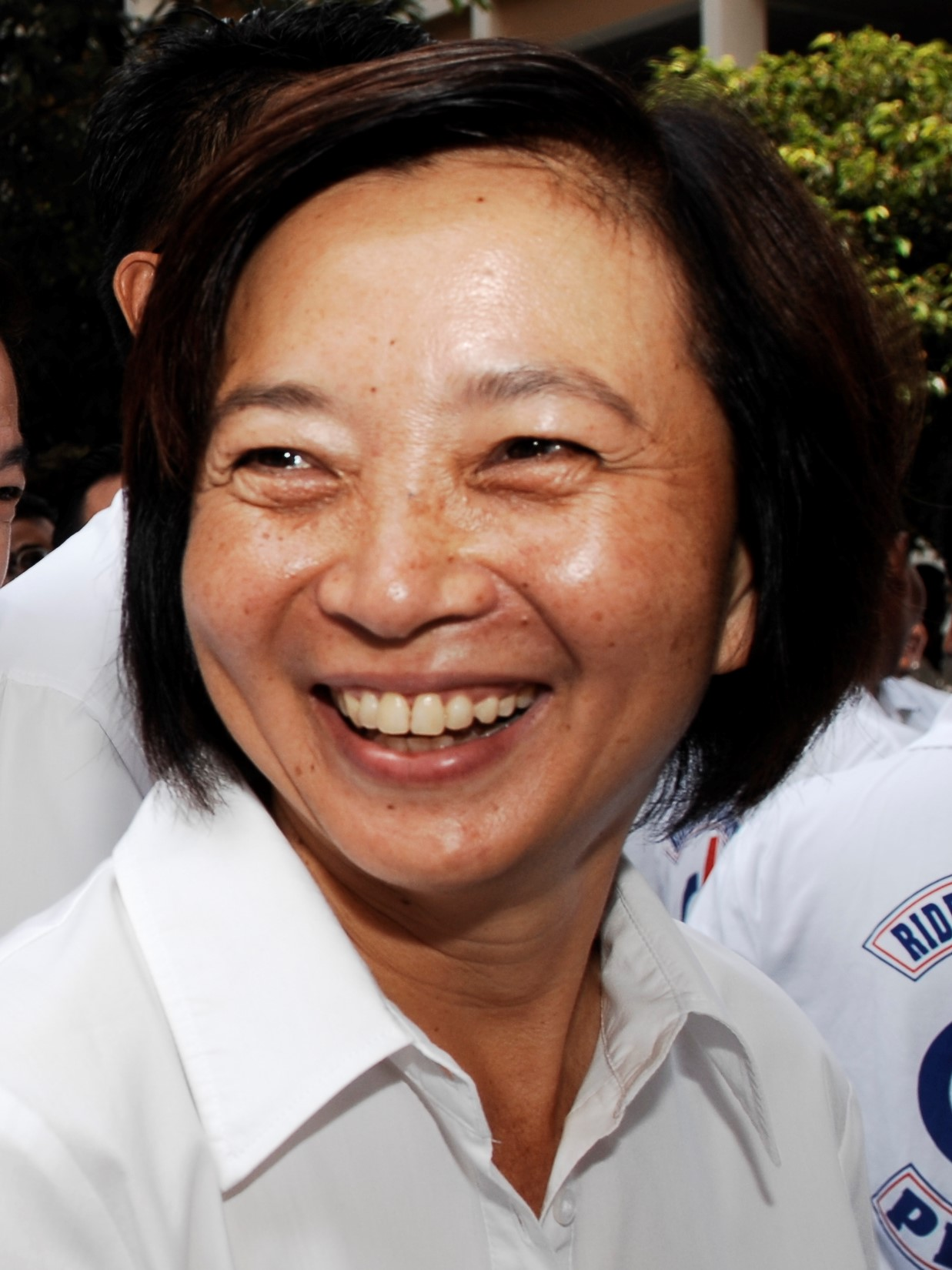
Lee Bee Wah (2011)

Lee Bee Wah (* 6. Oktober 1960 in Johor, Malaysia) ist eine in Malaysia geborene singapurische Ingenieurin und Politikerin. Sie ist Mitglied der Regierungspartei People’s Action Party (PAP) und seit 2011 für die Nee Soon Group Representation Constituency im singapurischen Parlament vertreten. Sie war vorher bei der Ang Mo Kio Group Representation Constituency, bis diese 2011 in ihren jetzigen Wahlkreis ausgegliedert wurde.

## Frühes Leben
Lee wurde Oktober 1960 in Johor, dem südlichsten Bundesstaat Malaysias, geboren. Sie stammt aus einer bescheidenen Familie. Ihre beiden Eltern waren Gummisammler.

## Ausbildung
Lee erhielt ihre Grundschulausbildung an der Kiow Min Chinese Primary School und ging anschließend auf die Sekolah Dato 'Dol Said, das Notre Dame Convent und Gajah Berang. Sie besuchte von 1981 bis 1982 die National University of Singapore, bevor sie an die Nanyang Technological University wechselte und dort bis zu ihrem Bachelor of Engineering im Jahr 1985 blieb. Von 1989 bis 1990 besuchte sie die University of Liverpool, an der sie einen Master of Science in Ingenieurwissenschaften erlangte.
Lee wurde von ihrer Universität als leidenschaftliche Absolventin beschrieben und gründete 1985 die Class of 1985 Pioneer-Fonds, ein Fundraising-Programm, welches einige Millionen Dollar für akademische Zwecke einbrachte. 1997 wurde sie bis 2008 Präsidentin der NTU School of Civil & Environmental Engineering Alumni Association (NTU CEEAA). Lee erhielt 2000 den Alumni Service Award der Nanyang Technological University  von der NTU. Sechs Jahre später erhielt sie außerdem von der NTU den Nanyang Alumni Achievement Award. Im selben Jahr überreichte die kambodschanische Regierung ihr den Königlichen Orden von Kambodscha.
2011 verlieh die University of Liverpool ihr die Ehrendoktorwürde. 2012 wurde sie von der NTU mit dem Nanyang Distinguished Alumni Award ausgezeichnet.

## Berufliche Laufbahn
Als ausgebildete Ingenieurin gründete Lee im Jahr 1996 LBW Consultants LLP. Ihr Unternehmen wurde 2014 von dem globalen Ingenieurbüro Meinhardt Group übernommen, wo sie derzeit Group Director ist. Vor dem Eintritt in die Politik war Lee auch leitende Ingenieurin bei ST Construction und Assistent Projektleiterin bei Wing Tai Properties Limited. Von 2008 bis 2010 war sie Präsidentin der Institution of Engineers Singapore.

## Politik

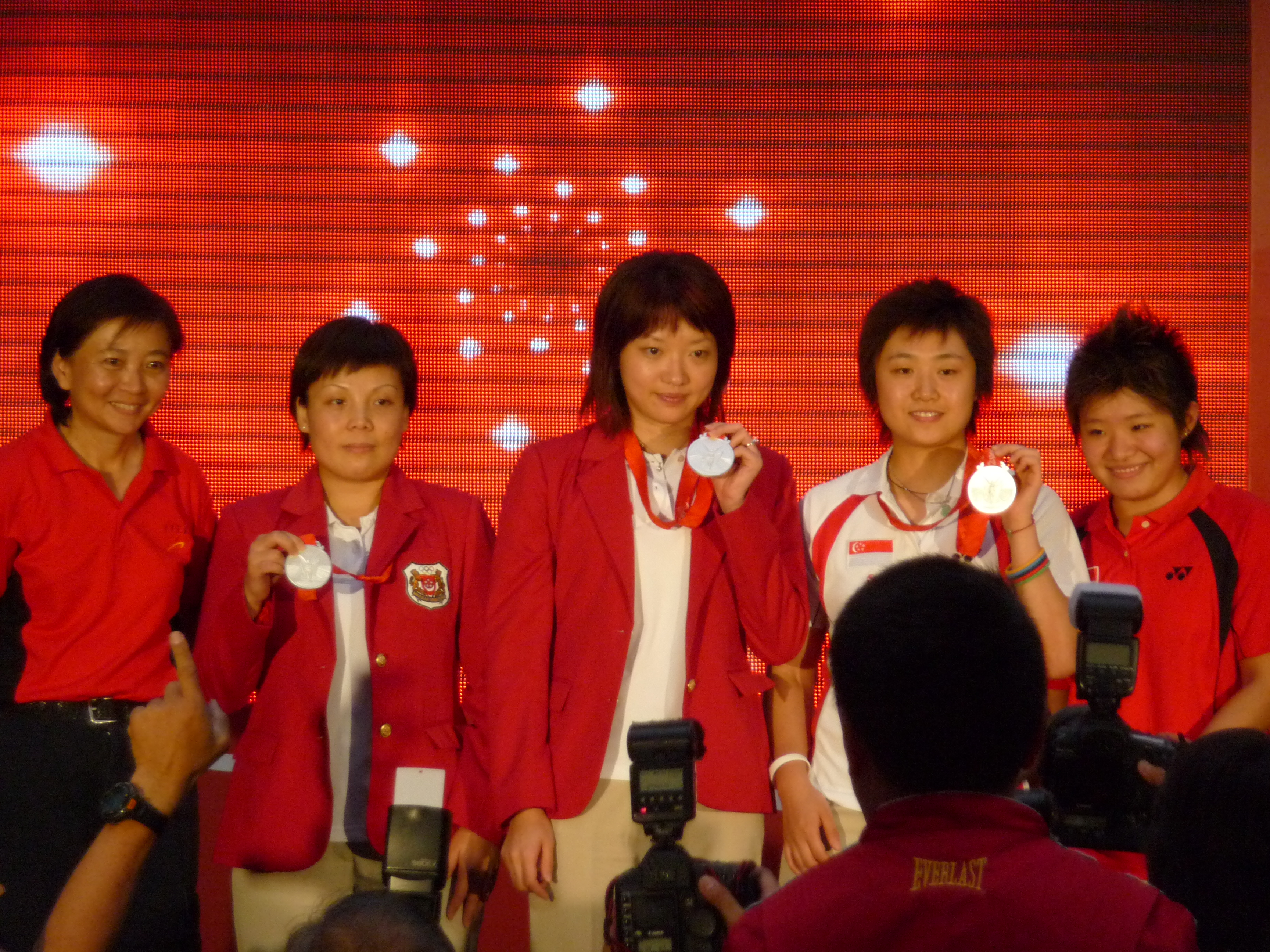
Lee Bee Wah (ganz links) als Präsidentin des Tischtennisverbandes (2008)

Lee ist Abgeordnete in Singapur und Mitglied der PAP. Sie war von 2006 bis 2011 Abgeordnete für die Ang Mo Kio Group Representation Constituency und seit 2011 Abgeordnete für die Nee Soon Group Representation Constituency. Sie ist Vorsitzende des Parlamentsausschusses der Regierung für nationale Entwicklung sowie für Umwelt und Wasserressourcen. Lee war von 2008 bis 2014 die Präsidentin des Tischtennisverbandes von Singapur.

## Persönliches Leben
Lee ist verheiratet und hat zwei Kinder. Sie ist Buddhistin.

## Kontroversen
Lee wurde kritisiert, weil sie während einer Haushaltsdebatte im Parlament am 27. Februar 2019 auf Chinesisch eine Geschichte über „Ah Gong“ und „Ah Seng“ erzählte. In ihrer Geschichte bezeichnete sie die Singapurer als „Si Gui Kia“, übersetzt als „undankbare Gören“, weil sie nicht anerkennen, was Ah Gong (singapurische Regierung) für sie getan habe. Das Video ihre Parlamentsrede ging schnell viral.